# Miasteczko Krajeńskie
Miasteczko Krajeńskieⓘ (anteriormente, Miasteczko Kraińskie; em alemão: Friedheim, antes, Städtchen) é um município no centro-oeste da Polônia. Pertence à voivodia da Grande Polônia, no condado de Piła. É a sede da comuna urbano-rural de Miasteczko Krajeńskie.
Estende-se por uma área de 1,93 km², com 1 080 habitantes, segundo o censo de 31 de dezembro de 2022, com uma densidade populacional de 559,6 hab./km².

## Localização
A cidade de Krajeńskie está localizada na histórica Krajna. Está situada a sudeste de Piła, no extremo norte do Vale do Noteć.

## História
Uma cidade nobre privada Miasteczko pertencia ao voivoda de Płock, Piotr Potulicki. Obteve os direitos de cidade antes de 1457. Por volta de 1580, estava localizada no condado de Nakło, na voivodia de Kalisz.
Em 24 de outubro de 1940, tornou-se sede da recém-criada comuna rural de Miasteczko Kraińskie, e nos anos 1954–1972 foi sede da gromada de Miasteczko Krajeńskie, embora a própria Miasteczko Krajeńskie — como cidade — não pertencia a nenhum deles.
Em 1 de janeiro de 1973, como resultado da reforma administrativa do país, Miasteczko Krajeńskie perdeu seus direitos municipais, sendo incorporada como vila à comuna de Białośliwo. Assim, o nome Miasteczko Krajeńskie desapareceu do mapa administrativo da Polônia. Em 1 de janeiro de 1992, como resultado dos esforços dos habitantes, Miasteczko Krajeńskie tornou-se a sede da comuna reativada de Miasteczko Krajeńskie.
Nos anos 1975–1998, a cidade pertenceu administrativamente à voivodia de Piła.
Em 1 de janeiro de 2023, a cidade recebeu o estatuto de cidade.

## Recuperação dos direitos de cidade (2023)
Em 27 de setembro de 2021, o Conselho Comunal adotou uma resolução sobre a realização de consultas públicas aos residentes sobre a concessão do estatuto de cidade a Miasteczko Krajeńskie. Por despacho de 4 de novembro de 2021, o chefe da comuna fixou a data de consulta para 8 a 30 de novembro de 2021. Participaram das consultas 337 pessoas dos 3 149 habitantes da comuna com direito a voto (a participação foi de 10,7%). Foram expressos 326 votos válidos e 11 votos inválidos. Houve 268 pessoas a favor de conceder a Miasteczko Krajeńskie o estatuto de cidade, 40 pessoas votaram contra e 18 pessoas se abstiveram de votar. Em 1 de janeiro de 2023, o estatuto de cidade foi restaurado.

## Monumentos históricos
- Igreja neogótica de Exaltação da Santa Cruz de 1899[20] — a paróquia local foi a última instituição vigária do Primaz da Polônia, Cardeal Józef Glemp
- Monumento aos mortos e assassinados na praça da cidade
- Casa histórica em enxaimel de 1850/1851 na praça Wolności
- Túmulo de Michał Drzymała no cemitério municipal
- Restos do cemitério judeu

Monumentos selecionados de Miasteczko Krajeńskie
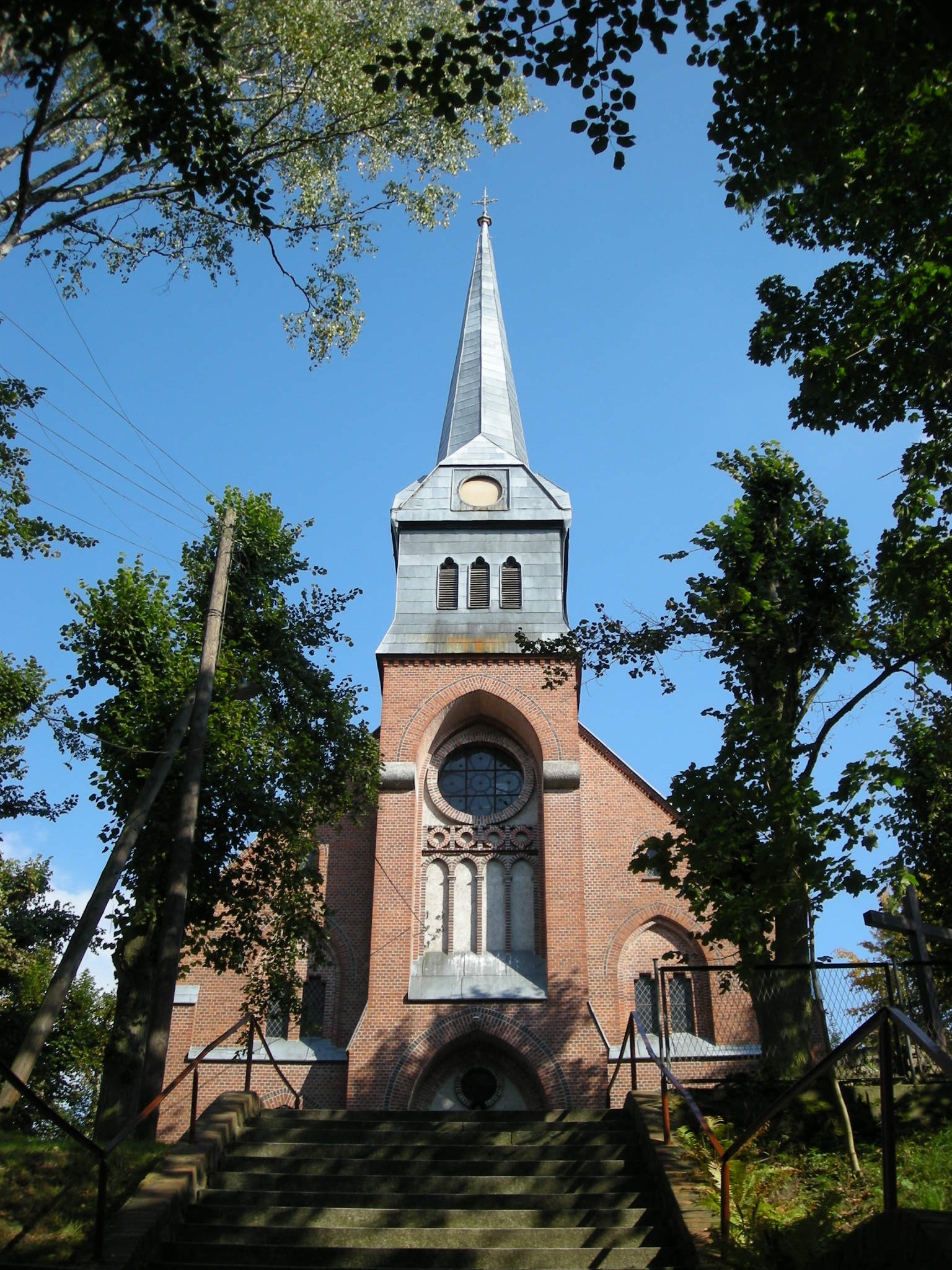
Igreja da Exaltação da Santa Cruz
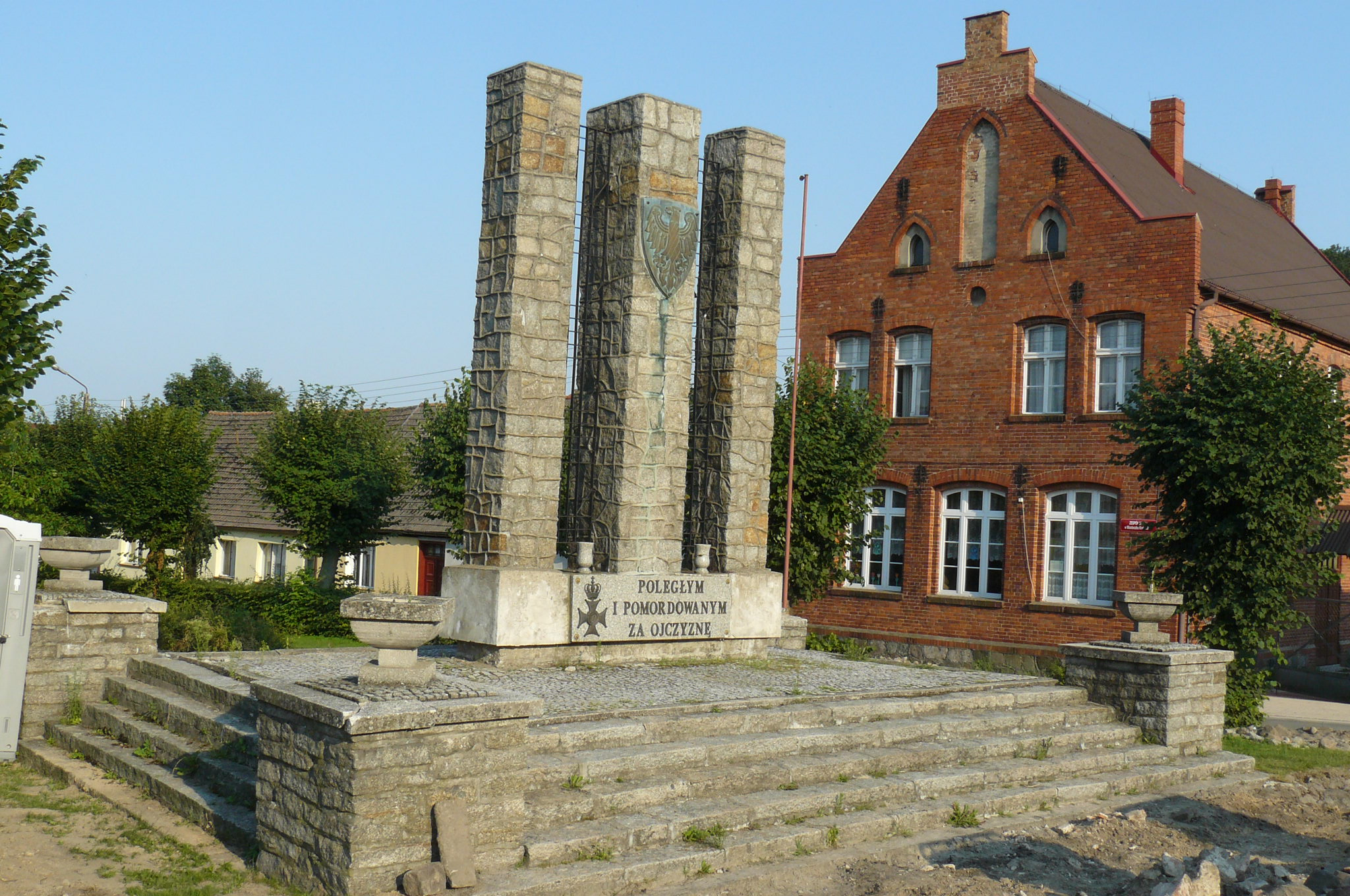
Monumento aos mortos e assassinados
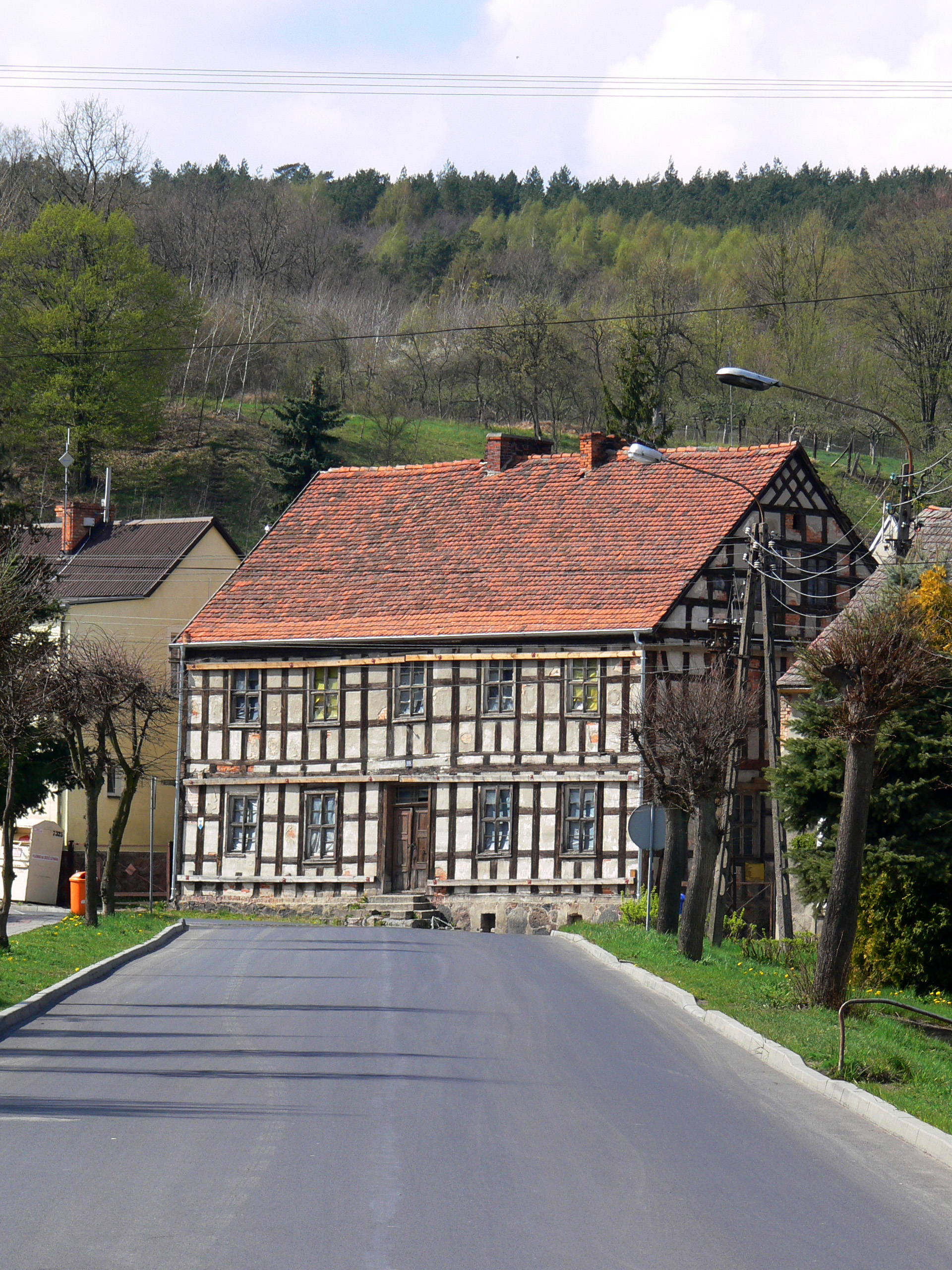
Casa em enxaimel
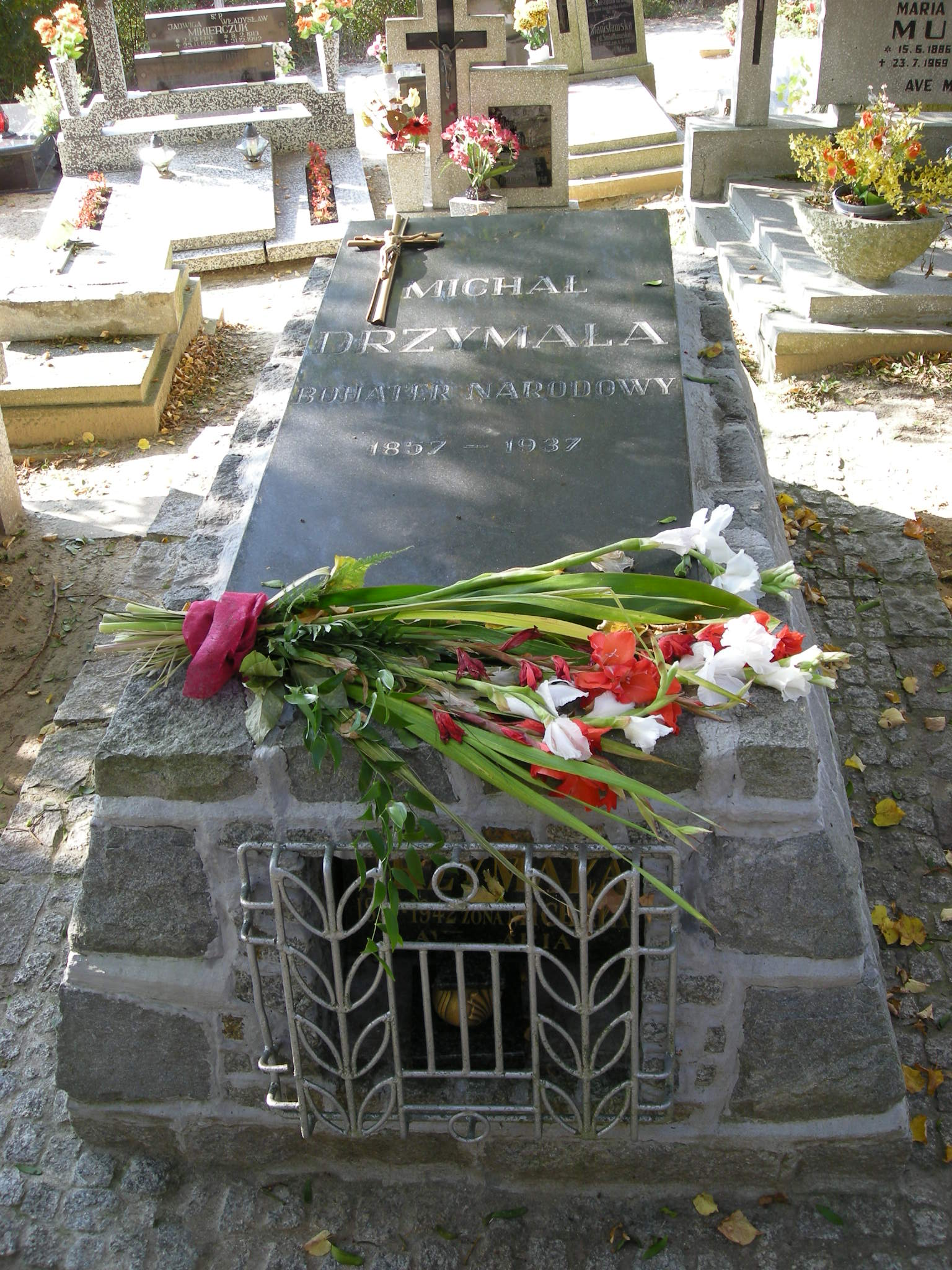
Túmulo de Michał Drzymała